# Buggi
Buggi è un piccolo quartiere  nella zona ovest della città della Spezia; vi sorge lo stadio Alberto Picco dello Spezia Calcio.